# 黑斑卷叶蛛
黑斑卷叶蛛（学名：Dictyna foliicola）为卷叶蛛科卷叶蛛属的动物。分布于日本、朝鲜、俄罗斯以及中国大陆的北京、辽宁、吉林、湖北、湖南、四川等地，多生活于草丛和果园。该物种的模式产地在日本。